# ناحیه کراس ویلیج، میشیگان
ناحیه کراس ویلیج (به انگلیسی: Cross Village Township) یک منطقهٔ مسکونی در ایالات متحده آمریکا است که در شهرستان امت، میشیگان واقع شده‌است.
 ناحیه کراس ویلیج  ۲۸۱ نفر جمعیت دارد و ۲۱۵ متر بالاتر از سطح دریا واقع شده‌است.